# محمد صقر
محمد صقر (انگلیسی: Mohamed Saqr؛ زادهٔ ۱۷ مهٔ ۱۹۸۱) یک بازیکن فوتبال اهل قطر است.

## باشگاهی
از باشگاه‌هایی که در آن بازی کرده‌است می‌توان به السد، الخور، اشاره کرد.

## تیم ملی
وی همچنین در تیم ملی فوتبال قطر بازی کرده‌است.